# بريندا بوزر
بريندا بوزر (بالإنجليزية: Brenda Boozer)‏ هي مغنية ومغنية أوبرا أمريكية، ولدت في 25 يناير 1948.

## وصلات خارجية
- بريندا بوزر على موقع IMDb (الإنجليزية)